# Saturday (grupo musical)
Saturday (en hangul: 세러데이) es un grupo de chicas de Corea del Sur formado por SD Entertainment en 2018. El grupo debutó el 18 de julio del 2018 con MMook JJi BBa. Actualmente está compuesto por Juyeon, Yuki, Ayeon y Minseo.

## Miembros
Actuales
- Juyeon (주연)
- Yuki (유키)
- Ayeon (아연)
- Minseo (민서)

Anteriores
- Chaewon (채원)
- Chohee (초희)
- Sion (시온)
- Sunha (선하)
- Haneul (하늘)

## Discografía

### Álbumes single
| Título                 | Detalles del álbum                                                                                           | Posición más alta en las listas | Ventas       |
| Título                 | Detalles del álbum                                                                                           | KOR                             | Ventas       |
| ---------------------- | --- | ------------------------------- | ------------ |
| MMook JJi BBa (묵찌빠) | - Lanzamiento: 18 de julio del 2018 - Sello: SD Entertainment, Genie Music - Formatos: CD, descarga digital  | —                               |              |
| Follow Saturday        | - Lanzamiento: 13 de febrero del 2019 - Sello: SD Entertainment, Kakao M - Formatos: CD, descarga digital    | —                               |              |
| IKYK                   | - Lanzamiento: 19 de septiembre del 2019 - Sello: SD Entertainment, YG Plus - Formatos: CD, descarga digital | 31                              | - KOR: 2,340 |
| DBDBDIB                | - Lanzamiento: 3 de agosto del 2020 - Sello: SD Entertainment - Formatos: CD, descarga digital               | 26                              | - KOR: 2.899 |
| Only You               | - Lanzamiento: 22 de enero del 2021 - Sello: SD Entertainment - Formatos: CD, descarga digital               | 40                              | - KOR: 2.631 |

### Singles
| Título                                                                        | Año  | Posición más alta en las listas | Ventas (descargas) | Álbum                  |
| Título                                                                        | Año  | KOR                             | Ventas (descargas) | Álbum                  |
| ----------------------------------------------------------------------------- | ---- | ------------------------------- | ------------------ | ---------------------- |
| "MMook JJi BBa" (묵찌빠)                                                      | 2018 | —                               | —                  | MMook JJi BBa (묵찌빠) |
| "In Your Eyes"                                                                | 2018 | —                               | —                  | To Sunday Christmas    |
| "WiFi" (와이파이)                                                             | 2019 | —                               | —                  | Follow Saturday        |
| "Gwiyomi Song (Saturday)" (귀요미송 (세러데이))                               | 2019 | —                               | —                  | To Sunday Gwiyomi      |
| "BByong" (뿅)                                                                 | 2019 | —                               | —                  | IKYK                   |
| "DBDBDIB"                                                                     | 2020 | —                               | —                  | DBDBDIB                |
| "Only You"                                                                    | 2021 | —                               | —                  | Only You               |
| "-" denota lanzamientos que no se registraron o no se lanzaron en esa región. |      |                                 |                    |                        |

### OSTs
| Título                                                                        | Año  | Posición más alta en las listas | Ventas (descargas) | Álbum                       |
| Título                                                                        | Año  | KOR                             | Ventas (descargas) | Álbum                       |
| ----------------------------------------------------------------------------- | ---- | ------------------------------- | ------------------ | --------------------------- |
| "Little Star (Vocal Haneul, Yuki)"                                            | 2020 | —                               | —                  | Love Tampering Season 3 OST |
| "-" denota lanzamientos que no se registraron o no se lanzaron en esa región. |      |                                 |                    |                             |